# 도동현
도동현(都東顯, 1993년 11월 19일~)은 대한민국의 축구 선수이로, 포지션은 공격수이다. 경남 FC소속으로 활동 중이다.

## 구단 경력

### 브리즈번 로어
2012년 7월 17일 호주 A-리그 클럽 브리즈번 로어와 3년 계약을 체결하여 A-리그에서 Visa 자리를 차지한 최연소 선수가 되었다. 시즌 데뷔 후 클럽 선발로 한 번도 출전하지 않았고 교체 선수로 3번만 출전했었고 이후 여러 이유들로 인해서 팀을 떠나게 되었다.

### FC 기후
2013년 7월 17일, J2 리그 팀인 FC 기후와 계약을 맺고 총 5경기를 출전했다.

### 노스이스트 유나이티드
2014년 8월 21일에는 최초의 인도 슈퍼리그 드래프트에서 노스이스트 유나이티드에 의해 드래프트 되었다

### 이스트 벵갈
2015년 6월 27일, 2015-16 I-리그에서 동안 I-리그 콜카타 연고 클럽 이스트 뱅골과 1년 계약을 체결했다.
2015년 캘커타 풋볼 리그에서 시즌을 시작하여 10경기에 출전해 12골을 기록했고, 모훈 바간과의 더비 경기에서 프리킥으로 2골을 터뜨려 4-0의 승리에 기여했으며, 동시에 여러 경기들에서 활약해 팀이 타이틀을 확정하는 데 큰 역할을 했다.
그는 2016년 1월 10일 뱅골에서 I-리그 데뷔전을 치렀고 SC 고아를 상대로 한 팀의 3-1 승리에 어시스트를 기록했다.그는 또한 2015–16 I-리그의 복귀 리그에서 아치 라이벌인 모훈 바간과의 경기에서 두 명의 수비수를 재치고 골을 득점한데에 이어 추가 골까지 득점했다.
2016년 11월 17일 트레번 모건 감독에게 깊은 인상을 주지 못한 후 끝내 팀을 떠나게 되었다.

### UiTM
2017년 1월 11일 말레이시아 말레이시아 프리미어리그의 UiTM과 1년 계약을 체결했다. 2017년 2월 3일 쿠알라룸푸르와의 경기에서 1-1 무승부를 기록하며 리가 프리미어 데뷔전을 치뤘다. UiTM으로 첫 시즌 동안 29경기에 출전하여 16골을 기록했다. 2017년 11월 24일, 도동현 선수는 클럽의 계약 연장 제안을 거절하며 팀을 떠나게 되었다.

### 클란탄
2017년 11월 23일, 말레이시아의 말레이시아 슈퍼리그 소속 클란탄과의 2년 계약을 체결했다. 2018년 2월 3일 믈라카 유나이티드와의 2-1로 패한 경기에서 데뷔하며 리그 데뷔전을 치뤘다. 2018년 2월 6일, 트렝가누와의 1-1 무승부에서 데뷔골을 기록했다. 이후 2018년 2월 24일 페락FA와의 경기에서는 해트트릭을 기록하며 팀의 3-2 승리에 기여 했다.

### 테렝가누
새로운 감독 이브라힘의 팀의 리빌딩으로 인해 팀에서의 입지가 불안해진 도동현 선수는 2018 시즌이 끝날 때까지 라이벌 트렝가누 FC II와의 계약을 했다.

### 경남FC
2019년 K리그1의 경남FC에 입단하면서 국내 무대에 데뷔하게 되었다.

### 진주시민축구단
2022시즌 사회복무요원으로 군복무를 위해 K4리그 진주시민FC에 입단했다.

## 국가대표팀 경력
2012 AFC U-19 챔피언십 예선에서 한국 U20 대표로 2번 출전했었다. 2011년 10월 31일 태국 U-20 대표팀과 1-0으로 패한 경기에서 첫 데뷔전을 치뤘으며, 이후 2011년 11월 2일 괌 U-20 대표팀을 해트트릭을 기록하기며 18-0 대승에 기여했다